# Bagrichthys vaillantii
Bagrichthys vaillantii là một loài cá lăng thuộc chi Bagrichthys. Đây là loài đặc hữu của Indonesia, được phát hiện trong lưu vực sông Mahakam ở vùng phía đông đảo Borneo.
Tên của loài cá được đặt theo tên của Léon Vaillant (1834-1914), một nhân viên tại Muséum national d’Histoire naturelle ở Paris. Ông đã mô tả loài này năm 1902. Danh pháp ban đầu do ông đặt sau này đã được đổi lại để tránh trùng với loài khác đã sử dụng danh pháp đó từ trước.